# Idaea hilliata
Idaea hilliata là một loài bướm đêm trong họ Geometridae.